# Liga Ecuatoriana de Baloncesto Profesional
La Liga Ecuatoriana de Baloncesto Profesional conocido como su acrónimo Liga BásquetPro es el torneo más importante del baloncesto ecuatoriano de carácter profesional de Ecuador. Fue fundada en el año 2022 con la intención de unir a los equipos más importantes de todo el país en una sola competición y darle un manejo de liga cerrada, ya que por décadas, el torneo de baloncesto nacional era organizado por la Federación Ecuatoriana de Basquetbol que en múltiples ocasiones había desorden tanto en la participación de clubes como su estructura. Hasta ese entonces los clubes de Ecuador participaban en la Liga Nacional de Baloncesto, el de mayor importancia, mientras que los del resto del país disputaban torneos regionales en sus respectivas provincias.

## Sistema de disputa

### Definición de la Liga BásquetPro
La nueva edición de la Liga Pro se abrirá con dos ruedas todos contra todos: la primera de ellas se denominará Apertura y la segunda Clausura. Los dos primeros de cada torneo, así como los cuatro mejores de la tabla general accederán a la liguilla, arrastrando la mitad del puntaje de las dos primeras ruedas. La liguilla se jugará a una rueda y determinará del primer al octavo lugar para los play off.
Los play offs se disputan al mejor de tres partidos, hasta que dos equipos alcancen la final. Los play offs de la Liga comienzan en cuartos de final. 
Los ganadores de las llaves avanzan a las semifinales, nuevamente al mejor de tres partidos y los ganadores avanzan a la final, la cual se disputa al mejor de cinco encuentros.

### Clasificación a las copas internacionales
La Liga BásquetPro otorga clasificación para la Liga Sudamericana de Clubes y la Liga de las Américas.

## Historia

### Antecedentes
El torneo de la Liga Ecuatoriana de Baloncesto fue el torneo más importante de la Federación Ecuatoriana de Basketball antes de la aparición de la Liga Básquet Pro, pero debido a que entre los años 2019 y 2020 no se disputó el torneo por problemas logísticos y económicos.
Además, la Liga Ecuatoriana de Baloncesto siempre fue criticada porque era considerado más como un campeonato invitacional pues participaba un equipo y al siguiente año no jugaba pero lo positivo fue desde el año 2011, quedaron campeones fuera del eje Guayaquil - Quito, abriéndose importantes plazas cesteras como Ibarra, Ambato, Riobamba, Santo Domingo y Vinces dándose como efecto que clubes del interior compitan en el torneo.
Su primera edición fue en el año 2022, compitiendo en simultáneo con el Torneo de la Liga Ecuatoriana, pero con la novedad de que la Liga Pro generó un interés inusitado para el público ecuatoriano, a diferencia de la Liga Ecuatoriana en que solo la plaza cestera de Tulcán convocaba a hinchas.

## Patrocinio y televisación
Las principales empresas que patrocinan a la Liga Profesional son Ecuabet, y empresas como Valvoline, Gatorade y New Sente.
Con respecto a la cobertura, los partidos son realizados bajo la producción de Ecuador TV, y son televisados un partido en vivo cada fin de semana.

## Equipos participantes
Barcelona Sporting Club, Leones de Riobamba, Guerreros de Santo Domingo y Piratas de Los Lagos son los equipos más tradicionales del entorno basquetbolero ecuatoriano, pues sus participaciones, habiendo competido en todos los campeonatos de primera división. Los equipos que disputan la Liga Ecuatoriana de Baloncesto Profesional, además de los mencionados, son Societa Sportiva Bocca, Club Deportivo Jorge Guzmán de Loja, Club Spartans de Quito con la intención de integrar a todo el territorio, en la máxima categoría del país.
Se supo que Caballeros del Norte (Tulcán) y Triple E (Cuenca) tenían la intención de participar, pero, decidieron quedarse a disputar el Torneo de la Liga Ecuatoriana de Baloncesto, negándose a adherirse al profesionalismo. Importadora Alvarado, Ciudad de Macas y Orense Sporting Club por su parte, al ser clubes fundadores, decidieron hacerse a un lado por problemas logísticos, mientras Emelec, se separó de una alianza con Bocca debido a que no abono su parte en presupuesto para participar en la Liga. 

### Temporada 2023
Notas:  La columna "gimnasio" refleja el estadio dónde el equipo más veces oficia de local en sus partidos, pero no indica que el equipo en cuestión sea propietario del mismo.
| Equipo                        | Ciudad        | Gimnasio                            | Capacidad | Fundación             | Temporadas | Ligas | Subtítulos |
| ----------------------------- | ------------- | ----------------------------------- | --------- | --------------------- | ---------- | ----- | ---------- |
| Barcelona                     | Guayaquil     | Coliseo Abel Jiménez Parra          | 2000      | 1 de mayo de 1925     | 2          | 0     | 1          |
| Guerreros de Neumane          | Santo Domingo | Coliseo Tsáchila                    | 3000      | 2011                  | 2          | 0     | 0          |
| CyC Portoviejo B.C.           | Portoviejo    | Coliseo La California               | 4500      | 12 de octubre de 1998 | 2          | 0     | 0          |
| Leones de Riobamba            | Riobamba      | Coliseo Teodoro Gallegos Borja      | 7000      | 27 de mayo de 2017    | 2          | 1     | 0          |
| Piratas de Los Lagos          | Ibarra        | Coliseo Luis Leoro Franco           | 5000      | 17 de marzo de 2016   | 2          | 0     | 0          |
| Spartans SG                   | Quito         | Coliseo Julio César Hidalgo         | 5340      | 2014                  | 2          | 0     | 0          |
| Club Deportivo Jorge Guzmán   | Loja          | Coliseo Ciudad de Loja              | 1750      | 2022                  | 2          | 1     | 0          |
| Club Deportivo Zamora Jaguars | Zamora        | Coliseo Mayor de Deportes de Zamora | 2000      | 2024                  | 2          | 0     | 0          |
| Importadora Alvarado          | Ambato        | Coliseo Mayor de Deportes Ambato    | 8000      | 5 de agosto de 1978   | 1          | 0     | 0          |
| Orange Basketball             | Sangolquí     | Coliseo L.D.C de Rumiñahui          | 5000      | 2023                  | 1          | 0     | 1          |
| Basket Pasaje                 | Pasaje        | Coliseo Cesar Fadul Dibb            | 7500      | 2017                  | 1          | 0     | 0          |

## Campeones
El día 28 de octubre del 2022 Jorge Guzmán (LOJA) se coronó como primer campeón de la Liga Ecuatoriana de Baloncesto.
| Año  | Campeón      | Resultado | Subcampeón        | Semifinalistas       | Semifinalistas       |
| ---- | ------------ | --------- | ----------------- | -------------------- | -------------------- |
| 2022 | Jorge Guzmán | 4:2       | Barcelona         | Leones               | Spartans SG          |
| 2023 | Leones       | 4:3       | Orange Basketball | Importadora Alvarado | Guerreros de Neumane |